# Sisinio di Cizico
Sisinio (fl. III e IV secolo) fu un martire di Cizico, ritenuto vescovo di questa città, venerato come santo da tutte le Chiese che ammettono il culto dei santi.

## Agiografia
Nei sinassari bizantini si fa menzione al 23 novembre di san Sisinio. Ma le diverse recensioni di questi sinassari riportano informazioni talmente diverse e discordanti tra loro che sorge il dubbio che non si parli di un solo personaggio, ma di santi omonimi. Infatti, secondo alcune recensioni, Sisinio fu vescovo di Cizico, che si prendeva cura dei cristiani incarcerati per la loro fede; accusato anche lui di essere cristiano, fu arrestato, sottoposto a diverse torture e infine decapitato all'epoca dell'imperatore Diocleziano.
In altre recensioni invece, Sisinio visse durante la crisi ariana all'inizio del IV secolo e prese anche parte al concilio di Nicea del 325; in questo caso, Sisinio non subì alcun martirio, ma morì di vecchiaia.

## Culto
Oltre ai sinassari bizantini, un santo di nome Sisinio, commemorato al 21 novembre, è menzionato anche nel martirologio geronimiano, assieme ad altri santi, ma senza nessuna indicazione geografica.
Cesare Baronio introdusse il culto di san Sisinio nel Martirologio Romano alla data del 23 novembre, ma senza fare menzione del suo episcopato. Così scrive l'edizione italiana del Martirologio Romano del 1955:
(Martirologio romano pubblicato per ordine del Sommo Pontefice Gregorio XIII, riveduto per autorità di Urbano VIII e Clemente X, aumentato e corretto nel 1749 da Benedetto XIV , Libreria editrice vaticana, 1955, p. 303)
Il Martirologio Romano aggiornato e rivisto a norma dei decreti del Concilio Vaticano II, ha ripreso le informazioni degli antichi sinassari, modificando l'elogio di san Sisinio con queste parole:
(Martirologio Romano. Riformato a norma dei decreti del Concilio ecumenico Vaticano II e promulgato da papa Giovanni Paolo II, Città del Vaticano, 2004, p. 899)